# وليد اللافي
وليد عمّار محمد عمّار اللافي (مواليد 9 يوليو 1985) هو مُنتج ومخرج وسياسي ليبي يشغل منصب وزير الدولة للاتصالات والشؤون السياسية في حكومة الوحدة الوطنية منذ عام 2021. كما شغل منصب القائم بأعمال وزير الخارجية في حكومة الوحدة الوطنية من سبتمبر إلى نوفمبر 2023.
وُلد اللافي في طرابلس ودرس في جامعة طرابلس والمعهد العالي لتكنولوجيا الحاسوب. بدأ مسيرته المهنية كمطور في شركة مايكروسوفت، قبل أن يؤسس ويدير شركة أتريك للخدمات الإعلامية في عام 2008 ومجموعة البث IMG في عام 2013. كان مديرًا لعدة قنوات إعلامية من عام 2014 إلى عام 2021، كما قام بإنتاج وإخراج العديد من البرامج التلفزيونية والأفلام العربية منذ عام 2014.
في عام 2013 أصبح رئيسًا ومديرًا لقناة النبأ، التي استخدمها ضد الجيش الوطني الليبي وقائده خليفة حفتر خلال الحرب الأهلية الليبية الثانية. وبعد انتهاء الحرب الأهلية تم تعيينه في حكومة الوحدة الوطنية من قبل رئيس الوزراء عبد الحميد دبيبة.

## النشأة والحياة المهنية
وُلد في 9 يوليو 1985 في طرابلس، ليبيا. تخرج من جامعة طرابلس والمعهد العالي لتقنية الحاسوب سنة 2007م.
في عام 2006، عمل اللافي مطوّرًا في مايكروسوفت. في عام 2008، شارك في تأسيس شركة آرتيك الإعلامية، حيث كان مديرًا لها حتى عام 2013. في عام 2013، أصبح مؤسس ومدير مجموعة البث IMG في عام 2013، ومن عام 2014 إلى عام 2021 عمل أيضًا مديرًا في العديد من القنوات الإعلامية الأخرى.

## حياته كمُنتج
أنتج اللافي عدة مسلسلات مختلفة، منها:
- الزعيمان.
- غسق.
- بنات العم.
- زنقة الريح بموسميه.
- السرايا بموسمية.

### 2021-حتى الآن: حكومة الوحدة الوطنية

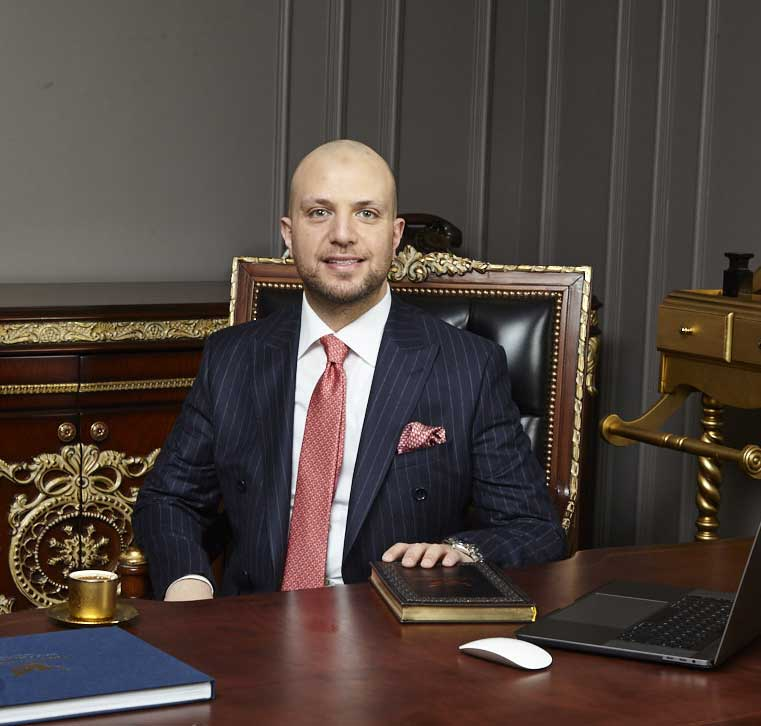
اللافي في مارس 2021، بعد حوالي أسبوع ونصف من تعيينه في حكومة الوحدة الوطنية

في 15 مارس 2021، عُيّن اللافي وزيرًا جديدًا للدولة للاتصالات والشؤون السياسية في حكومة الوحدة الوطنية التي شًكّلت حديثًا برئاسة عبد الحميد دبيبة. في هذه الوزارة، اللافي مسؤول عن سياسة وسائل الإعلام والاتصالات في حكومة الوحدة الوطنية، فضلاً عن دعم إجراء الانتخابات. وقد أثار تعيين اللافي انتقادات من جانب المراقبين السياسيين بسبب علاقاته السابقة بالإرهاب.
في 3 سبتمبر 2023، عيّن دبيبة اللافي قائمًا بأعمال وزير الخارجية في حكومة الوحدة الوطنية "حتى إشعار آخر"، خلفًا لوزير الخارجية القائم بأعمال فتح الله الزُّنِّي. وجاء ذلك في أعقاب إقالة دبيبة لنجلاء المنقوش من منصب وزيرة الخارجية في الأسبوع السابق، بعد أن التقت بوزير الخارجية الإسرائيلي إيلي كوهين في إيطاليا، مما أدى إلى احتجاجات في جميع أنحاء ليبيا وخالف سياسة الحكومة في دعم فلسطين في الصراع العربي الإسرائيلي. وفي وقت لاحق، عيّن الدبيبة طاهر البعور وزيراً للخارجية بالوكالة في 8 نوفمبر/تشرين الثاني 2023.

## الحياة الشخصية
اللافي متزوج ولديه طفلان. سياسيًّا مسجل كمستقل وغير منضم لأي حزب.